# Avenue Marcel-Proust
Ne doit pas être confondu avec Allée Marcel-Proust.
L'avenue Marcel-Proust est une voie du 16e arrondissement de Paris, en France.

## Situation et accès

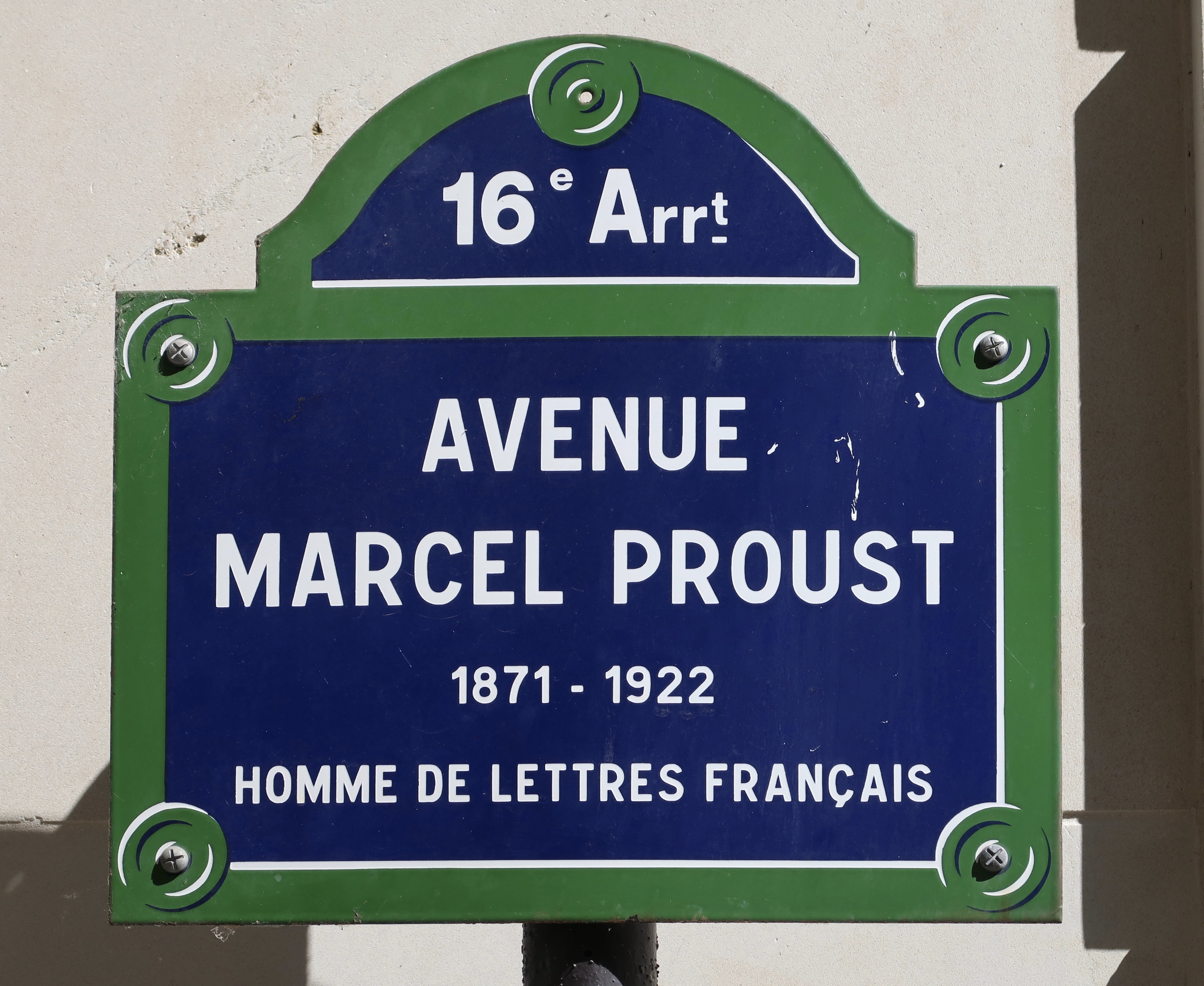
Plaque.

L'avenue Marcel-Proust est une voie publique située dans le 16e arrondissement de Paris. Elle débute avenue René-Boylesve et se termine au 18, rue Berton, au croisement avec la rue d'Ankara.
Elle est située en contrebas de la rue Raynouard à laquelle elle est reliée par l'escalier de l'avenue du Parc-de-Passy.
Elle est desservie par la ligne 6 à la station Passy.

## Origine du nom

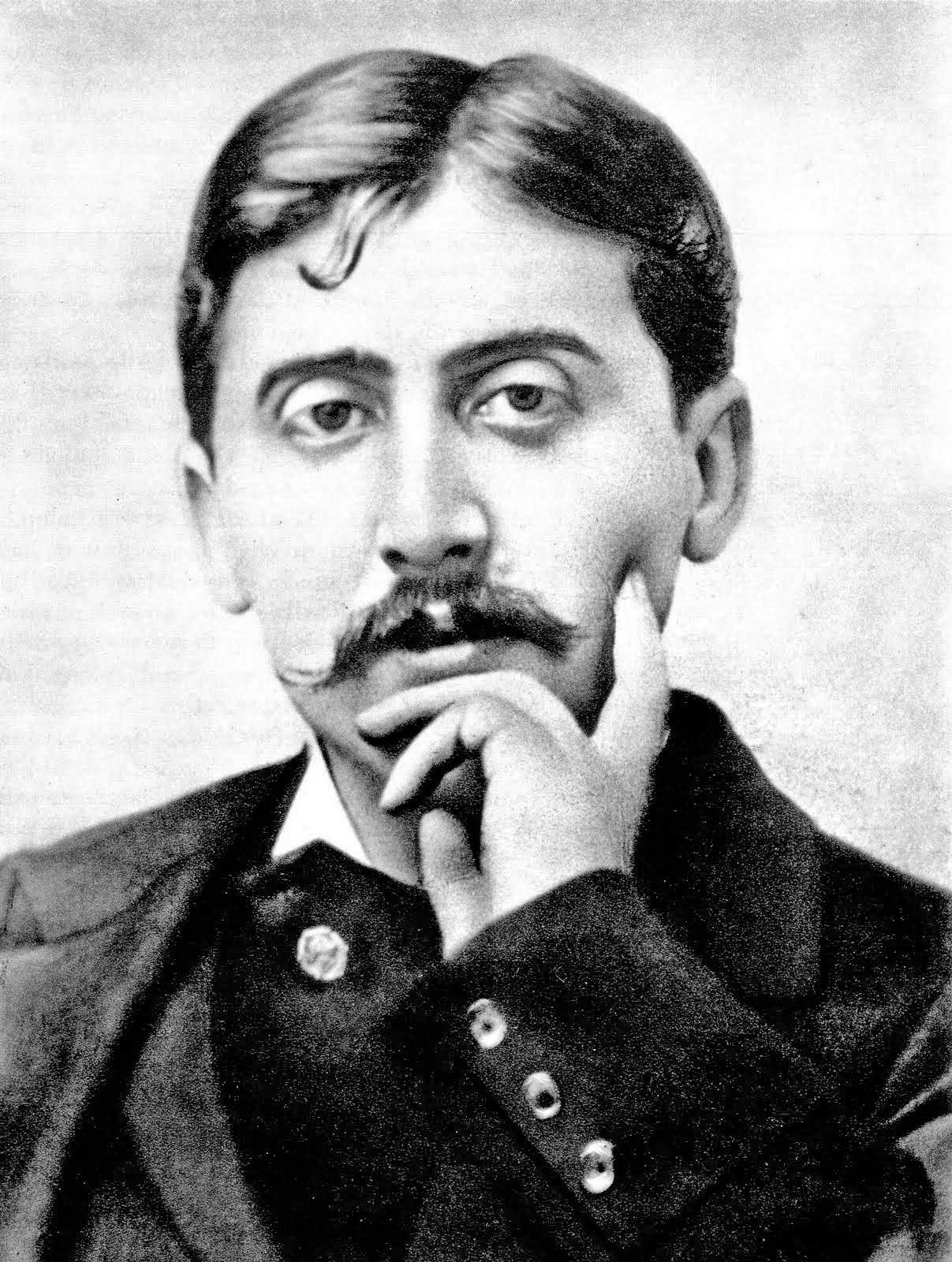
L’écrivain Marcel Proust en 1895.

Elle porte le nom de l'écrivain français Marcel Proust (1871-1922).

## Historique
Prenant sa dénomination actuelle par un arrêté du 9 juillet 1930, cette voie est ouverte sur une partie de l'ancien parc des Eaux minérales de Passy.

## Bâtiments remarquables et lieux de mémoire
La rue est dominée par les hauts immeubles édifiés au cours des années 1930 sur le côté pair de la rue Raynouard, après travaux de consolidation du talus, à l'emplacement de maisons basses et d'hôtels particuliers, notamment ceux de la famille Delessert. Pour compenser la dénivellation, les bâtiments sont construits sur un socle de plus de 15 mètres de haut. Ce sous-bassement ne doit pas être à usage d’habitation. Ils sont, à l’origine, occupés par des chambres de bonne, des garages, des caves ou consacrés à divers services. Les ouvertures sont étroites, à la manière de meurtrières.